# Visom leteć
Visom leteć ptice male, hrvatska je pučka crkvena popijevka, jedna od najpoznatijih i najizvođenijih popijevki Došašća. Ispjevao ju je pjesnik Milan Pavelić, u šest kitica i stihu osmercu. Na melodiju iz Pjesmarice Kumpf, pjesmu je za pjevački zbor harmonizirao Neven Boltek, a orguljsku pratnju skladao je Anđelko Klobučar. Sastavni je dio bogoslužja u vremenu Došašća, posebno na zornicama.
Pjesmu su u pop izvedbi ispjevali Čedo Antolić te Renata Sabljak s Apostolima mira. Zbor Izvor ispjevao je pjesmu u gospel obradi na svom albumu »Izvorni Božić«.